# Hôtel de Jassaud
Hôtel de Jassaud je městský palác v Paříži, který leží na  ostrově sv. Ludvíka. Části budovy jsou chráněny jako historická památka.

## Poloha
Palác se nachází ve 4. obvodu na severním nábřeží ostrova sv. Ludvíka na adrese 19 Quai de Bourbon (Grand hôtel de Jassaud) a 26 Rue Le Regrattier (Petit hôtel de Jassaud).

## Historie
Hotel si nechal postavit v roce 1642 královský rada (maître des requêtes) Nicolas de Jassaud.
V přízemí měla v letech 1899–1913 ateliér sochařka Camille Claudelová. V tomto domě žili též spisovatel Maurice Maindron (1857–1911), rytec Félix Buhot (1847–1898) a historik Georges de Lastic (1927–1988).
Fasáda vedoucí na ulici a střecha domu jsou chráněny od roku 1988 a 1993 jako historická památka.